# Янссон, Марлена
Марлена Янссон (швед. Marlena Jansson; 20 ноября 1970) — шведская ориентировщица, трёхкратная чемпионка мира по спортивному ориентированию.
В юниорском возрасте выиграла две серебряные медали на молодёжном чемпионате мира в 1990 году — в индивидуальной гонке и в эстафете.
Три раза в составе шведской эстафетной команды выигрывала золотые медали чемпионатов мира (1991, 1993 и 1997).
Дважды становилась призёром в эстафете — серебро в 1995 году в Германии
и бронзовые медали на чемпионате мира 1999.
Единственную индивидуальную медаль чемпионатов мира завоевала в Германии в 1995 году, когда разделила третье место
со своей соотечественницей Анной Бугрен (швед. Anna Bogren). Обе спортсменки показали одинаковый результат (29 мин 29 сек)
на короткой дистанции (4.4 км 14 кп) и им обеим были вручены бронзовые медали.
Марлена Янссон обладательница Кубка мира 1994 года. По результатам 1996 года в общем зачете Кубка мира она стала второй, уступив только три балла победительнице Гунилле Сверд.